# MacOS Sequoia
macOS Sequoia (версія 15) — двадцять другий і поточний основний випуск операційної системи macOS від Apple, наступник macOS Sonoma. Вона була анонсована на WWDC 2024 10 червня 2024 року. Відповідно до практики Apple називати випуски macOS на честь визначних місць Каліфорнії, операційна система отримала назву на честь Національного парку Секвоя, розташованого в гірському масиві Сьєрра-Невада.
Перша бета-версія для розробників була випущена 10 червня 2024 року. Перша публічна бета-версія вийшла 15 липня 2024 року, а друга — 23 липня 2024 року. Повний реліз відбувся 16 вересня 2024 року.

## Розробка

### Анонс
macOS Sequoia була анонсована старшим віцепрезидентом з розробки програмного забезпечення Крейгом Федерігі на Apple Worldwide Developers Conference (WWDC) 10 червня 2024 року. Вона була представлена разом з iOS 18, iPadOS 18 та watchOS 11.

## Особливості
macOS Sequoia впровадила кілька нових функцій та покращень, головним чином орієнтованих на підвищення продуктивності:
- Представлена функція iPhone Mirroring, яка дозволяє дублювати та взаємодіяти з контентом з iPhone під управлінням iOS 18 у вікні macOS. Ця функція підтримується на всіх Mac, за винятком iMac 2019 року, який не має чипа T2.[2] У Європейському Союзі ця функція недоступна через невідповідність вимогам Закону про цифрові ринки (DMA).[8]
- Програма Калькулятор була перероблена, щоб бути більш схожою на версії для iOS та iPadOS, включаючи округлі кнопки, що є відходом від дизайну, який використовувався з часів OS X Yosemite.
- Програма Нотатки отримала оновлення з новою функцією Math Notes, яка дозволяє розв'язувати прості рівняння, оцінювати вирази та визначати змінні прямо в програмі.
- Представлено кросплатформову програму для керування паролями Паролі[en], яка замінила програму Ключар.[2]
- У Системних параметрах були переставлені індивідуальні меню та трохи перероблені для швидкого доступу до часто використовуваних розділів.
- Safari був оновлений, зокрема отримав новий режим читання (тепер називається Reader), швидше завантаження сторінок, нову стартову сторінку, можливість приховати окремий елемент на вебсторінці та нове уніфіковане меню. Раніше ці функції були ексклюзивними для компактного режиму на iOS/iPadOS.
- macOS Sequoia випущена з другою версією Game Porting Toolkit — шаром сумісності[en] з Windows API, створеного на основі Wine та Crossover,[9] що дозволяє розробникам легше портирувати ігри для Windows на macOS.[2]
- Apple Intelligence став доступний на всіх Mac з чипами Apple Silicon та включає функції штучного інтелекту, такі як оновлений та перероблений Siri, інструменти для редагування тексту, автоматичний аналіз тону, швидкі відповіді в Пошті та системну інтеграцію з ChatGPT.[10]
- Window tiling тепер автоматично пропонується macOS при перетягуванні вікна до країв екрана, аналогічно функції Aero Snap у Microsoft Windows.
- Програма Поради тепер є незалежною програмою від решти операційної системи. Інтерфейс користувача також був перероблений і замінив попередню систему довідки, включену в попередні версії macOS. Вона пропонує індивідуальні довідники для програм, таких як Freeform, Pages, Keynote, Нотатки, Apple TV, а також для будь-яких інших пристроїв, якими володіє користувач, таких як iPhone, Apple Watch або Apple TV. Як окрему програму її також можна закріпити на панелі Dock.

## Підтримувані пристрої
macOS Sequoia підтримує всі комп'ютери Mac на базі Apple Silicon, а також ті, що оснащені процесорами Intel Xeon W і 8-го покоління Coffee Lake або новішими. Для використання функцій Apple Intelligence потрібен Mac із чипом M1 або новішим. macOS Sequoia підтримує всі Mac, які підтримували macOS Sonoma, за винятком моделей MacBook Air 2018—2019 років із процесорами Amber Lake. Подібно до Sonoma, єдиний підтримуваний Mac на базі Intel, що не має чипа безпеки T2 — це iMac 2019 року. macOS Sequoia стала першою версією macOS, що припинила підтримку Mac із чипом безпеки T2.
macOS Sequoia сумісна з такими пристроями:
- iMac (2019 року та новіші)
- iMac Pro (2017)
- MacBook Air (2020 року та новіші)
- MacBook Pro (2018 року та новіші)
- Mac mini (2018 року та новіші)
- Mac Pro (2019 року та новіші)
- Mac Studio (усі моделі)

## Історія випусків
Перша бета-версія для розробників macOS Sequoia була випущена 10 червня 2024 року. Як і у випадку з macOS Sonoma, бета-версії Sequoia для розробників доступні для будь-кого з обліковим записом Apple Developer, без необхідності підписки для розробників.
|  | Попередній випуск |  | Поточний випуск |  | Поточний бета-випуск |  | Випуск безпеки |

| Версія      | Збірка   | Дата випуску    | Версія Darwin                                        |
| ----------- | -------- | --------------- | ---------------------------------------------------- |
| 15.0        | 24A335   | 16 вересня 2024 | 24.0.0 xnu-11215.1.10~2 Mon Aug 12 20:52:31 PDT 2024 |
| 15.0.1      | 24A348   | 3 жовтня 2024   | 24.0.0 xnu-11215.1.12~1 Tue Sep 24 23:39:07 PDT 2024 |
| 15.1 Beta 7 | 24B5077a | 15 жовтня 2024  | 24.1.0 xnu-11215.41.3~5 Thu Oct 10 22:03:40 PDT 2024 |

Див. офіційні примітки до випуску Apple та офіційний вміст випусків безпеки.